# Kaj Eskelinen
Kaj Matti Juhani Eskelinen (ur. 21 lutego 1969 w Göteborgu) – szwedzki piłkarz występujący na pozycji napastnika. Ojciec innego piłkarza, Williama Eskelinena.
Jako zawodnik IFK Göteborg w sezonie 1990 został królem strzelców Allsvenskan (10 goli). Wraz z IFK zdobył dwa mistrzostwa Szwecji (1990, 1991), a także Puchar Szwecji (1991).